# 和豬豬一起上課的日子
《和豬豬一起上課的日子》（日語：ブタがいた教室），以1990年大阪一間小學發生的真人真事為基礎改編的電影。由妻夫木聰和26個孩子主演。
本片作為第21屆東京國際電影節競賽片，獲得觀眾票選最佳影片獎和TOYOTA Earth Grand Prix評審團獎。評審團主席強·沃特對這部電影給予個人高度評價。

## 劇情大綱
6年2班的新任教師·星老師（妻夫木聰 飾），向教室帶來了1只小豬。以「養大后吃掉」為前提向學生們提議到畢業為止的1年時間，輪流照料這只小豬。
對星老師「吃活的東西這樣的事的意義，希望能親身體會」這樣的考慮，教頭仁科老師躊躇著。可是，高原校長認可星老師的熱情和精神準備，許可在學校養豬。
6年2班的26個學生，開始在操場建造小房，飼養這只命名為「小P」的小豬。孩子們的媽媽們對養豬表示反對，不過，孩子們在協力照料小P的每天過得很開心。暑假過去，在6年2班中，吃小P的反對意見增加著。
吃嗎？不吃嗎？1年半的飼養，在孩子們即將畢業之際，展開了如何處置小P的大爭論。到底，26個孩子們和星老師會作出怎樣的決斷呢？

## 演員
- 星老師：妻夫木聰
- 仁科教頭：大杉漣
- 高原校長：原田美枝子
- 池澤老師：田畑智子
- 小鷲老師：池田成志
- 甘利花之母：戶田菜穗
- 松原菜野花之母：大澤逸美（日语：大沢逸美）
- 太田雄馬之父：近藤良平（日语：近藤良平）
- 榎木伸哉之父：ピエール瀧（日语：ピエール瀧）
- 音樂教師：清水ゆみ（日语：清水ゆみ）

## 幕后制作
- 原作「P和32個小學生-生命的授課900日」的真實故事

從1990年7月開始到1992年3月，大阪一間小學的新任教師黑田恭史先生開始了通過飼養來考慮生命的900日的實踐教育。這個被稱為「飲食教育」「生命的授課」的實踐教育被全程拍攝，於1993年7月12日富士電視台播放，獲得1993年度Galaxy獎獎勵獎，1995年獲動物愛護協會主辦電影競賽會「內閣總理大臣獎」。
- 「這個是教育？」「極好的授課！」招來褒貶的真事的電影化

節目播出后，既有來自「殘酷」，「那不是教育」的批判的聲音，也存在認可教師的熱情，被孩子們打動而支持的人。10多年前看了這個實錄而感動的本作品的導演前田哲認為對動物和草木，以及人的生命，都是現在必須要重新考慮的事，因此進行了電影化的挑戰。
- 劇本是張白紙

拍攝現場同時存在著「孩子的劇本」與「大人的劇本」。幕后工作人員和成人演員的手里，是正常的劇本。參與拍攝的26個孩子手中拿到的劇本，是一張沒有台詞也沒記錄結局的白紙。工作人員及相關人員不能向兒童演員透露重要的情報。在拍攝過程中，孩子們一邊飼養小豬一邊考慮著，真心面對著「生命的意義」。
- 妻夫木聰首次挑戰教師角色

電影最后如何處置P的大爭論一幕，導演要求孩子們不要依靠劇本，而是把在拍攝過程中思考到的作為台詞說出來。引出孩子們真心想法的關鍵所在，就是星老師。

「要引出孩子們衷心的言詞，必須要縮短跟孩子們的距離。這是關於生命的授課，我希望不是靠著演技，而是作為自己真的授課來對待。」為了進行那樣的授課，妻夫木聰查閱教育節目，做了關於教學的筆記，構筑著不同以往的表演方式，同時也留意不把自己的教育論加給孩子。「這個作品的主角是孩子們」。

## 外部連結
- 中文官網
- 日文官網